# Pulga-do-mar
Pulga-do-mar, por vezes também designado pulga-da-areia ou ainda, no Brasil, saltão-da-praia, é o nome comum dado a diversas espécies marinhas de crustáceos anfípodes da família Talitridae encontrados em geral entre os sedimentos da região intermareal das costas dos oceanos temperados e subtropicais, com destaque para as praias arenosas, embora algumas habitem os fundos oceânicos profundos, incluindo os campos hidrotermais.
As pulgas-do-mar alimentam-se de detritos orgânicos e de pequenos animais marinhos, preferindo o supra-litoral, onde se acolhem entre algas ou sob rochas e outros objectos, e os fundos rochosos onde podem encontrar abrigo entre os seixos e os grãos de areia. A espécie mais comum é a Talitrus saltator, que se distribui pelas costas do Oceano Atlântico.